# Naicamijn
De Naicamijn is een mijn in Mexico, die vooral bekend is om de reusachtige kristalformaties, die er zijn gevonden. De selenietkristallen zijn er, in de Chihuahuawoestijn, in 2000 gevonden. De grot ligt in de Naicaberg. De bekendste grot met kristallen, de Grot van de Kristallen, ligt op een diepte van 300 m. Het is er erg warm: 58 °C.
Afgezien daarvan wordt de mijn nog geëxploiteerd. Er wordt lood, zilver en zink gewonnen.

## Grot van de Zwaarden
In 1910 werd bij de ontginning van de Naicamijn de Grot van de Zwaarden, Spaans: Cueva de las Espadas, gevonden: een ondergrondse kamer met een diameter van 80 meter. Deze grot, die zich 120 m onder het oppervlak bevond, stond vol met prisma's van selenietkristallen met lengtes tot 2 m en tot 25 cm in diameter. De grot werd ontgonnen en de overgebleven kristallen verweerden door de verandering van de nieuwe omstandigheden in de grot.

## Grot van de Kristallen

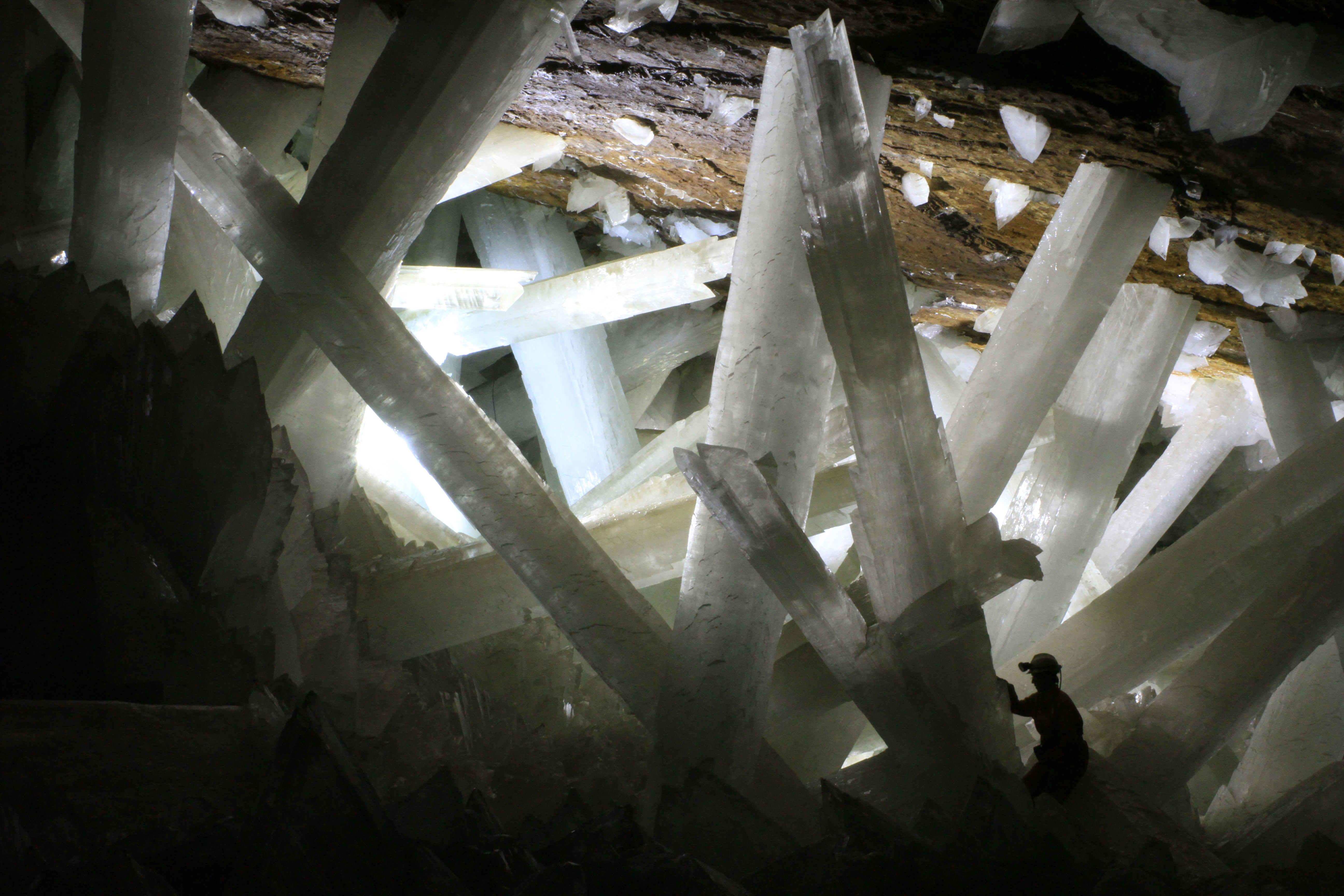
De Grot van de Kristallen, zie voor de schaal ervan een mens rechtsonder

Een nieuwe grot werd in 2000 op 290 meter diepte ontdekt. De grot, ontdekt door twee broers, twee mijnwerkers bij het maken van een nieuwe tunnel, werd Grot van de Kristallen, Cueva de los Cristales, genoemd. De kristallen in deze grot waren nog veel groter dan die in de Grot van de Zwaarden: de grootsten waren 11 m lang met een diameter van 2 m en een geschat gewicht van 55 ton. De grot zelf is 10 bij 30 m en werd door een hoefijzervorm gekenmerkt. De grot werd beschermd, alleen voor onderzoek mogen mensen naar binnen.

## Vorming van de kristallen

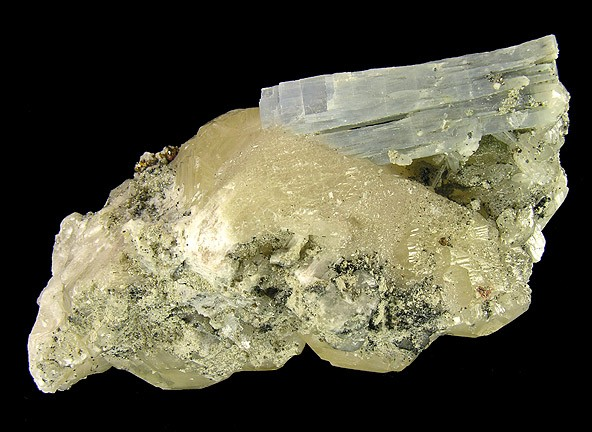
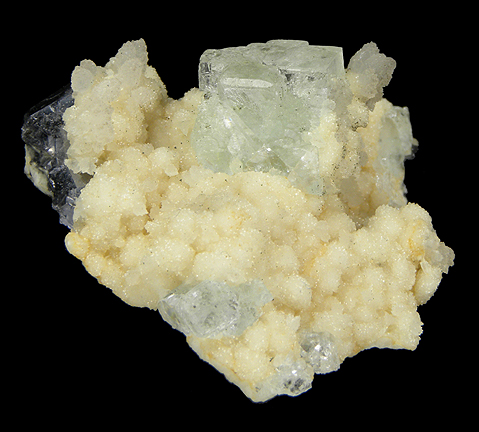
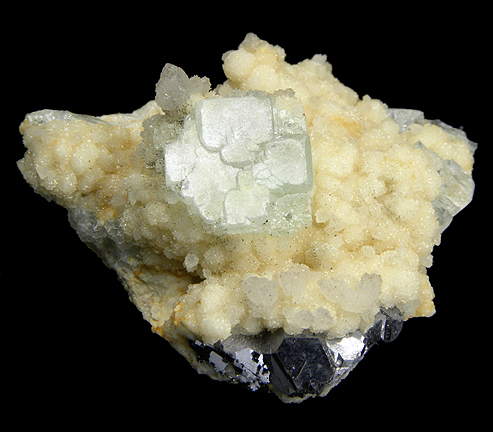
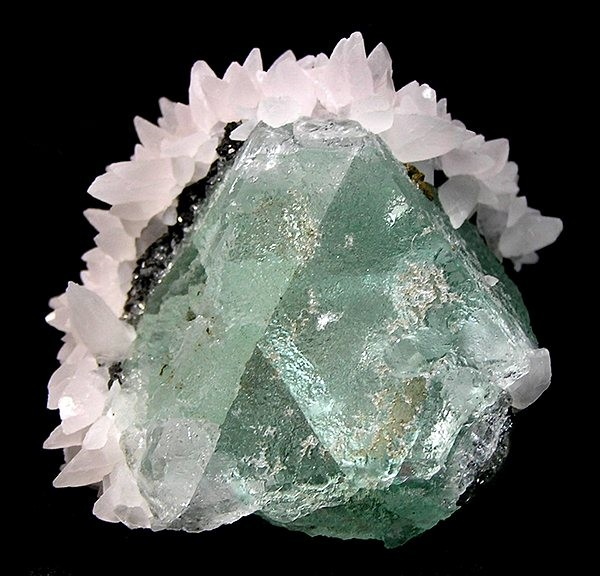
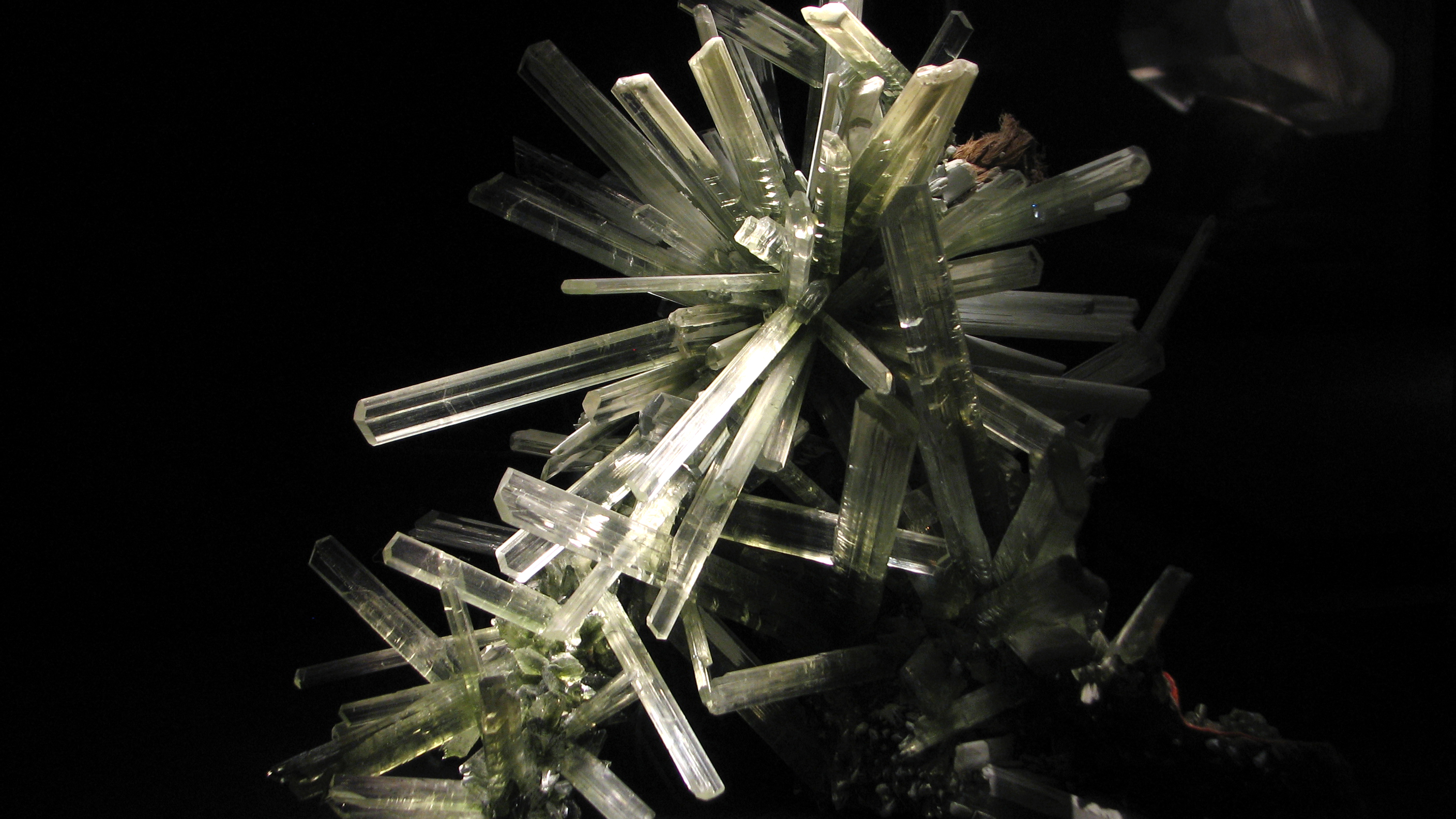

Er is door de Universiteit van Granada onderzoek gedaan naar de wijze waarop deze kristallen tot zulke afmetingen hebben kunnen groeien. De conclusie was dat de vulkanische activiteit die 26 miljoen jaar, of annum geleden is begonnen, de Naicaberg vulde met anhydriet. Toen het vulkanisme afnam, en de temperatuurgradiënt van de berg daalde, bereikte de grot een temperatuur beneden de 58 °C. Hierdoor bond het anhydriet (CaSO4) zich aan het aanwezige water en werden de holtes met seleniet gevuld, een bepaalde vorm van gips (CaSO4·2H2O). De kristallen konden zo groot worden omdat de temperatuur in de diepere grot langzaam daalde en lang in de buurt van de 58 °C bleef.